# A psa biorę ja
A psa biorę ja (ang. Who Gets the Dog?) – amerykański film komediowy z 2016 roku w reżyserii Hucka Botko, wyprodukowany przez wytwórnię Samuel Goldwyn Films. Główne role w filmie zagrali Alicia Silverstone i Ryan Kwanten.

## Fabuła
Olive Greene (Alicia Silverstone) i Clay Lonnergan (Ryan Kwanten) postanawiają się rozwieść. Podział majątku nie sprawia im problemu. Mają jednak kłopot z podjęciem decyzji, kto przejmie opiekę nad psem. Robią wszystko, aby korzystnie wypaść przed sędzią, który wyznacza im sześćdziesiąt dni na zakończenie sprawy.

## Obsada
- Alicia Silverstone jako Olive Greene
- Ryan Kwanten jako Clay Lonnergan
- Randall Batinkoff jako Glenn Hannon
- Matty Ryan jako Rhett
- Rachel Cerda jako Libby
- Amy J. Carle jako doktor Wendy
- Devin Bethea jako Koji